# Mary Maverick
Mary Maverick (Condado de Tuscaloosa, 16 de março de 1818 — San Antonio, 24 de fevereiro de 1898) foi uma escritora norte-americana.